# Viento, lucha y sol
Viento, lucha y sol è il decimo album della band ska romana Banda Bassotti.

## Partecipazioni
In questo disco hanno suonato: Angelo "Sigaro" Conti, Gianpaolo "Picchio" Picchiami, Fabio "Scopa" Santarelli, Peppe Gugliotta, Michele Frontino, Kaki Arkarazo, Francesco "Sandokan" Antonozzi, Maurizio Gregori, Stefano Cecchi, Sandro "MezzaPila" Traverelli, Mimi Maura, Pul, Pierluigi "Piggio" Placidi, Miguel "Pintxa Power" Abrego.

## Tracce
1. Figli di...
2. Cuore malato
3. La cura
4. Piccolo lupo
5. Insciallah mi amor
6. Pitbull Mentality N.2
7. El Hijo Del Pueblo
8. Ad un passo da noi
9. Pow Pow
10. Viento Nuevo
11. Bocciati
12. Clic
13. Coprifuoco in città
14. Avviso ai naviganti